# Ole Hammer
Ole Hammer (født 25. marts 1946 i Aarhus) er en dansk journalist og forfatter.
Han læste efter studentereksamen fra Skt. Jørgens Gymnasium (1966) dansk ved Københavns Universitet. Han var formand for De danskstuderendes Fagråd (1967/68), international sekretær i Studenterrådets præsidium (1968/69) og redaktør af Studenterrådets blad, ”Q” (1969/70). Han var med til at stifte Hovedbladet i 1970 sammen med Jacob Ludvigsen.
Fra 1971 til 1977 var han chefredaktør af Fremmedarbejderbladet.
Har beskæftiget sig med indvandrere og flygtninge siden 1971, som bl.a. pressesekretær i Dansk Flygtningehjælp, konsulent for Indvandrerforeningernes Sammenslutning (Indsam), leder af Mellemfolkeligt Samvirkes minoritetsarbejde og sekretariatsleder i Højskolernes Sekretariat. Han har været leder af Udrykningsholdet (videns- og rådgivningscenter vedrørende utilpassede unge) og leder af Københavns kommunes sociale døgnvagt. Han var med til at etablere Københavns kommunes særlige 18+-indsats for kriminalitetstruede unge.
Ole Hammer har bidraget til politiske udredninger og skrevet og redigeret en lang række bøger om indvandrer- og flygtningeforhold. Modtog i 1994 Dansk Forfatterforenings fredspris (Drassow legatet). Var formand for "Foreningen for Storm P. Museets Venner" fra foreningens oprettelse i 2013 til den lukkede med udgangen af 2021. Var i 2019 initiativtager til oprettelsen af Indvandrerhistorisk Selskab i tilknytning til Immigrantmuseet.